# Klasyfikacja XYZ
Klasyfikacja XYZ – jedna z metod klasyfikacji zasobów według regularności zapotrzebowania na nie i dokładności prognozowania:
- X - regularne zapotrzebowanie, niewielkie wahania; wysoka dokładność prognozowania
- Y - zapotrzebowanie o charakterze sezonowym lub z wyraźnym trendem; średnia dokładność prognozowania
- Z - bardzo nieregularne zapotrzebowanie; niska dokładność prognozowania

Inna wersja tej klasyfikacji zakłada podział według tempa zużycia lub sprzedaży:
- X - duże tempo zużycia
- Y - średnie tempo zużycia
- Z - małe tempo zużycia

Klasyfikacja ta bywa łączona z klasyfikacją ABC. W wyniku połączenia klasyfikacji ABC z XYZ powstaje 9 grup:
|   | X  | Y  | Z  |
| - | -- | -- | -- |
| A | AX | AY | AZ |
| B | BX | BY | BZ |
| C | CX | CY | CZ |